# Calauan
Calauan is een gemeente in de Filipijnse provincie Laguna op het eiland Luzon. Bij de laatste census in 2010 telde de gemeente bijna 75 duizend inwoners.

## Geografie

### Bestuurlijke indeling
Calauan is onderverdeeld in de volgende 17 barangays:
| - Balayhangin - Bangyas - Dayap - Hanggan - Imok - Kanluran - Lamot 1 - Lamot 2 - Limao | - Mabacan - Masiit - Paliparan - Perez - Prinza - San Isidro - Santo Tomas - Silangan |

## Demografie
Calauan had bij de census van 2010 een inwoneraantal van 74.890 mensen. Dit waren 20.642 mensen (38,1%) meer dan bij de vorige census van 2007. Ten opzichte van de census van 2000 was het aantal inwoners gegroeid met 31.606 mensen (73,0%). De gemiddelde jaarlijkse groei in die periode kwam daarmee uit op 5,64%, hetgeen hoger was dan het landelijk jaarlijks gemiddelde over deze periode (1,90%).

De bevolkingsdichtheid van Calauan was ten tijde van de laatste census, met 74.890 inwoners op 65,4 km², 1145,1 mensen per km².